# 40S рибосомный белок S28
40S рибосомальный белок S28 (англ. 40S ribosomal protein S28; RPS28)) — рибосомальный белок, продукт гена человека RPS28.

## Функции
Рибосомы, органеллы, катализирующие белковый синтез, состоят у эукариот из малой 40S субъединицы и большой 60S субъединицы, названных так по их коэффициентам седиментации. В сумме две субъединицы включают 4 вида РНК и около 80 структурных белков. Белок RPS28 является компонентом малой 40S субъединицы. Белок локализуется в цитоплазме клетки и принадлежит к семейству рибосомальных белков S28E. Существуют многочисленные псевдогены гена RPS28, распределённые в геноме, что характерно для генов рибосомальных белков.

## Структура
RPS28 состоит из 69 аминокислот, молекулярная масса 6,8 кДа. В малой 40S субъединице рибосомы взаимодействует с 5 отдельными белками.

## Патология
Мутации белка RPS28 могут приводить к анемии Даймонда-Блекфена 15-го типа, наследственному заболеванию системы крови, при котором нарушается формирование эритроцитов. как правило, проявляется в раннем детстве. Характеризуется от умеренной до сильной макроцитарной анемией, эритробластопенией и повышенным риском развития новообразований. В 30-40% случаев анемия Даймонда-Блекфена приводит также к низкому росту, наследственным физическим деформациям, в первую очередь недоразвитие верхней челюсти, синдром Робена, аномалии развития большого пальца и мочеполовой системы.